# استرانسیم فلوئورید
استرانسیم فلوئورید (به انگلیسی: Strontium fluoride) با فرمول شیمیایی SrF۲ یک ترکیب شیمیایی است. که جرم مولی آن ۱۲۵٫۶۲ g/mol می‌باشد. 